# 汉冶街道
汉冶街道，是中华人民共和国河南省南阳市宛城区下辖的一个乡镇级行政单位。

## 行政区划
汉冶街道下辖以下地区：
北关社区、净土庵社区、蔡庄社区、老庄社区、袁庄社区、钓鱼台社区、恒安社区、鸭电社区和蓝天社区。